# Klupci (Sveti Križ Začretje)
Klupci is een plaats in de gemeente Sveti Križ Začretje in de Kroatische provincie Krapina-Zagorje. De plaats telt 130 inwoners (2001).